# Максимов, Николай Александрович (ботаник)
Никола́й Алекса́ндрович Макси́мов (1880—1952) — советский ботаник, физиолог, академик Академии наук СССР (1946).

## Биография
Родился 9 (21) марта 1880 года в Москве. Сын архитектора А. П. Максимова и брат архитектора А. А. Максимова. Родители разошлись и младший из детей, Николай, остался с матерью Екатериной Ивановной (урожд. Сенская), которая с 1889 года преподавала на Бестужевских курсах.
В 1897 году Николай Александрович Максимов окончил с золотой медалью 6-ю Санкт-Петербургскую гимназию, а в 1902 году — естественное отделение физико-математического факультета Санкт-Петербургского университета. Специализировался на физиологии растений. Кандидатское сочинение о влиянии света на дыхание плесневых грибов он написал под руководством Д. И. Ивановского и А. А. Рихтера. По окончании университетского курса Максимов был оставлен на кафедре физиологии растений для подготовки к профессорскому званию. Работал в лаборатории В. И. Палладина, а летом — в лаборатории В. Пфеффера Лейпцигского университета.
В 1905 года начал работать ассистентом кафедры ботаники Лесного института, где изучение зимнего дыхания растений привело его к исследованиям морозостойкости растений.
Весной 1914 года вместе с женой и сыном переехал в Тифлис, куда был приглашён для создания физиологической лаборатории в Тифлисском ботаническом саду. Здесь он работал, периодически приезжая в Петербург для чтения лекций, до 1919 года. В 1919—1921 году преподавал в Екатеринодаре, где был заведующим кафедры физиологии и анатомии растений Кубанского политехнического института. В 1921 году открылась вакансия в Главном ботаническом саду и Максимов возвратился в Петроград, где организовал и стал заведующим лаборатории экспериментальной морфологии и экологии (до 1927). Одновременно, с осени 1922 года он возобновил чтение лекций по экспериментальным основам экологии растение в Петроградском (Ленинградском) университете; был профессором кафедры ботаники в Педагогическом институте им. А. И. Герцена. В 1922 году он был также приглашён Н. И. Вавиловым в создаваемый им Всесоюзный институт прикладной ботаники и новых культур, большой объём работ в котором вынудил его оставить преподавательскую деятельность к 1927 году.
В 1932 году избран членом-корреспондентом АН СССР; 2 марта 1933 года был арестован по обвинению в связи с мифической Трудовой крестьянской партией, но вскоре освобождён и выслан в Саратов, где с 1933 по 1938 годы заведовал физиологической лабораторией во Всесоюзном институте зернового хозяйства.
С 1939 года Максимов работал в Институте физиологии растений имени К. А. Тимирязева АН СССР, с 1946 по 1952 годы был директором этого института; в 1946 году избран академиком АН СССР.
Занимался вопросами засухоустойчивости и морозоустойчивости растений, исследовал ксерофиты.
Умер 9 мая 1952 года в Москве. Похоронен на кладбище села Луцино Одинцовского района Московской области.

## Награды
- Премия имени В. И. Ленина (1930) за монографию «Физиологические основы засухоустойчивости растений» (1926).
- орден Трудового Красного Знамени (10.06.1945)

## Семья
В 1911 году женился на своей коллеге, работавшей некоторое время вместе с ним в лаборатории В. И. Палладина, Татьяне Абрамовне Красносельской. Их сын — Сергей (1912—1979).
Вторая жена — София Викторовна Тагеева (27.10.1907—3.12.2004). У них сын — Виктор (27.07.1933—03.12.2012).